# Rainfordia opercularis
Rainfordia opercularis is een  straalvinnige vissensoort uit de familie van de zaag- of zeebaarzen (Serranidae). De wetenschappelijke naam van de soort werd in 1923 gepubliceerd door McCulloch. De soort staat op de Rode Lijst van de IUCN als niet bedreigd, beoordelingsjaar 2009.
De vis komt oorspronkelijk voor de kust van West- en Oost-Australië voor. In 2019 is hij voor het eerst bij de Raja Ampat-eilanden van West-Papoea waargenomen. Voorheen werd gedacht dat de soort een inheemse bewoner was van Australië. 
De lengte bedraagt zo'n 15 centimeter. Hij komt voor bij koraalriffen tussen de 2 en 40 meter diep. De vis komt vaak in paren voor en verstopt zich tussen rotsen. Het is een gewilde soort in de aquariumhobby.